# Можаев, Евгений Евгеньевич
Можаев Евгений Евгеньевич (род. 1 ноября 1958, деревня Губино, Орехово-Зуевский район, РСФСР, СССР) — бывший временно исполняющий обязанности ректора ФГОУ ВО «Российский государственный аграрный заочный университет», Доктор экономических наук Российской Федерации, профессор, Государственный советник Российской Федерации 1 класса.

## Биография
В 1991-2006 гг. работал в Минсельхозе России (руководство системой образовательных и научных учреждений АПК, земельно-имущественные отношения в сфере образования и науки).
C 2006 по 2013 гг. - проректор по финансово-экономической работе, первый проректор Российского государственного аграрного заочного университета.
С 2013 по 2016 - директор по научным и образовательным программам Национального агентства по энергосбережению и возобновляемым источникам энергии.
С 2016 по 2018 - временно исполняющий обязанности ректора ФГОУ ВО «Российский государственный аграрный заочный университет»
С 2018 по 2021 - помощник депутата Государственной Думы
С 2021 по 2023 - руководитель центра научно-технологического обеспечения развития дополнительного профессионального образования отраслей агропромышленного комплекса Российской академии кадрового обеспечения агропромышленного комплекса
С 2023 по н/в  - первый проректор Института повышения квалификации руководящих работников и специалистов Росгидромета
2009 - Doctor of Laws (Doctor Habilitatus) (доктор юриспруденции). 
2010 – заместитель председателя Московского областного отделения Московского общества испытателей природы, член Нью-Йоркской академии наук.
С 2013 по 2025 - Председатель отделения "Ресурсосбережение и возобновляемая энергетика" Российской академии естественных наук, с 2025 - председатель отделения проблем климатической устойчивости и экологизации экономики Российской академии естественных наук, член Президиума Российской академии естественных наук. 

## Научные достижения
Е.Е. Можаев принимал активное участие приоритетных направлений развития науки и техники АПК, в осуществлении федеральных целевых и отраслевых программ, разработке концепции научного развития АПК, разработке и формировании в соответствии с «Основами политики Российской Федерации в области науки и  технологий на период до 2010 г. и дальнейшую перспективу» перечня критических технологий и приоритетных направлений развития науки, техники и технологий, разработке нормативно-правовых документов в сфере образования. 
Один из авторов отраслевых научно-технических программ «Развитие среднего профессионального образования Минсельхоза России», «Развитие аграрного образования», ряда законопроектных предложений, "Рекомендаций по разработке региональных программ кадрового обеспечения АПК", "Концепции государственной молодежной политики", "Основных направлений профессиональной переподготовки и повышения квалификации кадров агропромышленного комплекса", ежегодного доклада «Состояние социально-трудовой сферы села и предложения по её регулированию», информационно-аналитического сборника «Аграрная наука России», "Концепции развития сельского хозяйства в районах освоения целинных и залежных земель Российской Федерации", "Концепции развития сельского хозяйства в Нечернозёмной зоне России", ряда концепций в сфере развития научно-технического прогресса, кадрового обеспечения и повышения энергоэффективности экономики России. Е.Е. Можаевым подготовлены проекты федеральных законов, ряд глав в федеральных законах, а также подзаконные нормативные акты (постановления Правительства, федеральные и отраслевые программы и т.д.). 
Участник научных исследований по проблемам: «Совершенствование форм и методов обучения в системе аграрного экономического образования», «Совершенствование управления сельскохозяйственными предприятиями», «Климатическая устойчивость и экологизация экономики».
С 1986 года активно занимался разработкой методических основ и прикладных методик электронного образования, организацией внедрения новых педагогических технологий в системе АПК. Был избран председателем Методического совета Госагропрома России. 
Научные работы Можаева Е.Е. включены в фонды Парламентской библиотеки. Можаев Е.Е. имеет 10 публикаций в изданиях, входящих в Russian Scienct Citation Index, 188 публикаций в изданиях, включенных в текущий перечень ВАК Общее  количество монографий, учебных и учебно – методических пособий,  подготовленных и изданных с участием Можаева Е.Е. составляет 72 наименования. Имеет патенты на изобретения в сфере ресурсосбережения и повышения эффективности работы машин и агрегатов. 
Один из ведущих специалистов в области экономики и правового регулирования деятельности аграрных образовательных и научных организаций, земельно-имущественных отношений и организационно-правовых форм. Осуществляет научное руководство аспирантами. Имеет десять учеников, которым присуждены ученые степени кандидатов экономических наук. Руководит научной школой «Развитие научно-технического прогресса и совершенствование управления в сельскохозяйственном производстве» и имеет десять учеников, которым присуждена ученая степень кандидата экономических наук. 
Является членом редакционных коллегий пяти журналов, включенных в перечень ВАК .Ученый секретарь Научно-технического совета Фонда 
содействия экономическому развитию им. Байбакова Н.К. Член трех экспертных советов Государственной Думы.
23 апреля 2010 года Распоряжением Совета Министров Союзного Государства России и Белоруссии назначен советником Государственного Секретаря Союзного Государства П. П. Бородина.
Член Научного совета по проблемам интеллектуальной собственности при Отделении общественных наук РАН.

## Награды и звания
- Профессор[4][11].
- Почётный профессор Тверской государственной сельскохозяйственной академии[17].
- Почётный доктор и профессор Европейского университета Общественного объединения «Международной академии наук о природе и обществе» (МАНПО)[18][19][20][21]
- Диплом топ-менеджера МВА/Master of Business Administration — 2008 от Закрытого акционерного общества «Международный центр инвестиционного консалтинга»[22].
- Член Общероссийского педагогического клуба.[23]
- Награждён именными золотыми часами Министра сельского хозяйства России за заслуги перед АПК[13][24],
- Почётный работник высшего профессионального образования Российской Федерации,[11][25]
- Почётный работник науки и техники Российской Федерации,[11][26]
- Почётный работник АПК России[13][27],
- Заслуженный работник сельского хозяйства Российской Федерации

Научные работы Е. Е. Можаева как в числе конкурсных работ аграрных вузов, так и индивидуально награждены девятью Золотыми медалями ВВЦ.

### Медали
- Медаль ВВЦ «Лауреат Всероссийского выставочного центра».[13]
- Золотая медаль «За вклад в развитие агропромышленного комплекса России».[13][30]
- Медаль К. Д. Ушинского[31][32],
- Почётный знак Московской областной Думы «За труды»[33][34],
- Медаль Ордена Ивана Калиты[35],
- Знак Московской областной Думы «За содействие закону (недоступная ссылка)»[36].

## Основные труды

### Статьи в научных изданиях
1. Можаев Е.Е., Ломакин О.Е.,  Ушаков О.В., Римкевич И.В. Стратегии низкоуглеродного развития экономики//Журнал исследований по управлению. 2024. Т. 10. № 1. С. 12-23.
2. Можаев Е.Е., Новиков В.Г., Шестопалова Е.В. Основные тренды развития дополнительного профессионального образования АПК в условиях цифровизации//Экономика сельского хозяйства России. 2022. № 7. С. 32-39.
3. Mozhaev E.E., Markov A.K., Vasilyeva I.V.THEORETICAL FOUNDATIONS OF DIVERSIFICATION IMPLEMENTATION IN THE AGRICULTURAL SECTOR OF ECONOMY//Science Review: Theory and Practice. 2021. Т. 11. № 8 (88). С. 2430-2439.
4. Можаев Е.Е.,Труба А.С.,  Марков А.К. Устойчивость развития сельского хозяйства//Экономика, труд, управление в сельском хозяйстве. 2020. № 8 (65). С. 63-66.
5. Можаев Е.Е., Шафиров В.Г., Васильева И.В. К вопросу о диверсификации в агропромышленном комплексе//Фундаментальные исследования. 2019. № 7. С. 131-136.
6. Mozhaev E.E.,Shafirov V.G., Serdyuk N.S., INCREASING COW PPRODUCTIVITY THROUGH THE USE OF ECONOMICALLY SOUND FEEDING DIETS//Journal of Agriculture and Environment. 2019. № 3 (11). С. 16-18.
7. Можаев Е.Е., Шафиров В.Г., Сердюк Н.С. Концепция информационно-управляющей платформы "Росагропромсобственность" (ИУП РАПС)// Вестник Алтайской академии экономики и права. 2018. № 8. С. 242-247.
8. Можаев Е.Е., Арефьев Н.В.О понятии "энергоэффективный продукт"и оценке экономической целесообразности его эксплуатации//Экономика, труд, управление в сельском хозяйстве. 2017. № 3 (32). С. 20-23.
9. Можаев Е.Е., Арефьев Н.В. Нормативно-правовое обеспечение налогового стимулирования энергоэффективности.//Главный энергетик. – 2016.-№ 9.
10. Можаев Е.Е. Агропромышленный комплекс как одна из важнейших отраслей народного хозяйства России и подходы к совершенствованию национальной аграрной политики// Вестник Екатерининского института.-2016.-№ 1 (33).
11. Можаев Е.Е., Сафронов Н.С. Налоговые льготы для энергоэффективных объектов. //Вестник кадровой политики, аграрного образования и инноваций.-2015.- № 7-9.
12. Можаев Е.Е. Прогнозирование параметров развития НТП в сельскохозяйственном производстве // Экономика сельскохозяйственных и перерабатывающих предприятий.- 2010.- № 5. – 0,4 авт.
13. Некоторые теоретико-нормативные вопросы стратегического управления устойчивым развитием сельского хозяйства / Можаев Е.Е., Новиков В.Г., Ясулов К.Г., Ясулова Т.В., Ясулов В.К. // Вестник Московского университета МВД России. – 2010. - № 1. – 0,8 п.л., в т.ч. 0,4 авт.
14. Можаев Е.Е., Новиков В.Г. Некоторые методологические вопросы управления стратегией развития регионального АПК // Аграрный вестник Урала. - 2009. - №10 (64). - C.61-62.- 0,4 п.л.. в т.ч. 0,2 авт.
15. Можаев Е.Е., Новиков В.Г. Сущностные особенности стратегического управления в российской агросфере // Аграрный вестник Урала. - 2009. - №11 (65). - 0,4 п.л., в т.ч. 0,2 авт.
16. Повышение эффективности управления в растениеводстве и животноводстве на примере учебно - опытных хозяйств / Е.Е. Можаев, Р.В. Гиненский // Вестник университета. - М.: Изд-во ГУУ . - 2009. - №31. - С. 151-156.-0,5 п.л., в т.ч. 0,25 авт.
17. К вопросу о роли ИКС в повышении качества жизни сельского населения / Е.Е. Можаев, Г.Е. Смирнов // Аграрный вестник Урала.-2008.- № 2.- 1,2 п.л., в т.ч. 0,6 п.л. авт.
18. Можаев Е.Е. Индикативное планирование как форма государственного регулирования агропродовольственной сферы / Е.Е. Можаев // Вестник университета. Развитие отраслевого и регионального управления.- 2007.- №1.-0,4 п.л.
19. Можаев Е.Е. О состоянии и направлениях совершенствования учебно-опытных хозяйств / Е.Е. Можаев // Тракторы и сельхозмашины.-ФГБОУ ВО Московский политехнический университет .- 2013.- №5. -стр. 53-55
20. Можаев Е.Е. Эффективность управления / Е.Е. Можаев // Труды Вольного экономического общества России.- М., 2006.-Т.73.-0,5 п.л.
21. Можаев Е.Е. Роль науки в инновационных процессах в АПК и производственной подготовке кадров // Механизация и электрификация сельского хозяйства. – 2005. - № 6. -0,4.

### Монографии, брошюры
1. Можаев Е.Е., Ломакин О.Е., Марков А.К. Основы подготовки научной публикации. Учебное пособие.Балашиха: ФГБОУ ДПО «ИПК».  2024. 169 с.
2. Можаев Е.Е., Ломакин О.Е. , Марков А.К. Организация научных исследований и управление научными коллективами. Учебное пособие.Балашиха: ФГБОУ ДПО «ИПК».  2024. 207 с.
3. Можаев Е.Е., Ломакин О.Е., Марков А.К. Применение профессиональных стандартов в организации. Учебное пособие.Балашиха: ФГБОУ ДПО «ИПК».  2024. 216 с.
4. Можаев Е.Е., Ломакин О.Е. , Марков А.К. Управление государственными и муниципальными закупками. Учебное пособие. Балашиха: ФГБОУ ДПО «ИПК». 2023. 25,857 п.л.
5. Можаев Е.Е., Ломакин О.Е., Марков А.К. Противодействие коррупции и антикоррупционная экспертиза нормативных правовых актов. Учебное пособие. М.: Директ-МЕДИА.  2022.16,75 п.л
6. Можаев Е.Е., Ломакин О.Е. , Марков А.К. Новые подходы к кадровому обеспечению в условиях импортозамещения и цифровой трансформации. М.: Инфра -М. 2024. 11,31 п.л.
7. Можаев Е.Е. Формирование системы устойчивого развития сельских территорий. М.: ИНФРА-М, 2019. 108 с. 6,75 п.л.
8. Можаев Е.Е., Арефьев Н.В., Сафронов Н.С. Экономический анализ эффективности инвестиций в энергосберегающие мероприятия и повышение  энергетической эффективности. М.,ФГБОУ ВО РГАЗУ, 2017.
9. Можаев Е.Е., Сафронов Н.С. Правила определения класса энергетической эффективности и маркировки объектов/Е.Е. Можаев, Н.С, Сафронов. М., Наука. В 3 томах.-2017.-120,1 п.л.
10. Энергосбережение в сельскохозяйственном производстве /Е.Е.Можаев, А.Н.Арефьев, А.Н.Можаев. М., Учебное пособие КолосС.-2014.-26,6 п.л.
11. Можаев Е.Е., Белослудцев В.И. Правовые основы государственного регулирования предпринимательской деятельности в АПК России /Е.Е. Можаев, В.И. Белослудцев. Учебное пособие.-М.: РГАЗУ, 2012-18 п.л.
12. Предпринимательское право. Законодательство России о предпринимательской деятельности в агропромышленном комплексе. /Е.Е. Можаев, В.И. Белослудцев. Учебное пособие.-М.:РГАЗУ, 2010.-11,58 п.л.
13. Можаев Е.Е. НТП в сельскохозяйственном производстве / Е.Е. Можаев. Монография. – М.: Спутник+.- 2010.-10 п.л.
14. Инновационный потенциал агросферы АПК: проблемы формирования, современное состояние и приоритеты развития / Е.Е. Можаев, В.Г. Новиков, С.М. Рамазанов, А.Н. Квочкин, Ю.П. Антонова. Мичуринск - наукоград: МичГАУ, 2009.-10,5 п.л., в т.ч. 2,1 авт. п.л.
15. Направления развития и проблемы функционирования информационно-консультационной службы АПК России / Е.Е. Можаев, П.Ф. Аскеров, Т.К. Абдуллаева. Монография.- М., РАКО АПК, 2009.- 9,8 п.л., в т.ч.3,25 авт.
16. Актуальные проблемы стратегического управления развитием агросферы региона: вопросы теории, методологии, практики / Е.Е. Можаев, В.Г. Новиков, С.Г. Куракин. Монография. - М.: ФГОУ ДПОС РАКО АПК, 2009.- 9,5 п.л., в т.ч. 3,15 авт. п.л.
17. Можаев Е.Е Государственная аграрная политика: состояние, тенденции и перспектива / Е.Е. Можаев. Брошюра.- Коломна: Virginia Press, 2008.-4,59 п.л.
18. Оценка эффективности управления сельскохозяйственным производством / Е.Е. Можаев, Е.И. Семенова, Г.Е. Смирнов, В.Е. Смирнов, А.В. Серёгин. Монография. - М.: РАКО АПК, 2007. - 10,5 п.л., в т.ч. 2,6 п.л. авт.
19. Можаев Е.Е. Формирование системы устойчивого развития региональных и муниципальных сельских территорий / Е.Е. Можаев. Монография. - Тверь, Агросфера, 2007.-10,8 п.л.
20. Можаев Е.Е. Проблемы и пути оптимизации взаимодействия вузов и учебно-опытных хозяйств сельскохозяйственных вузов / Е.Е. Можаев. Монография.- Тверь: Агросфера. - 2006. - 11,7 п.л.

### Методические пособия и рекомендации
1. Методические рекомендации  по экспертизе бизнес - планов /Е.Е. Можаев, А.Е. Можаев.-М.; Угрешская типография.-2014.-2,5 п.л.
2. Методические рекомендации по определению эффективности научных разработок и внедрения инноваций / Е.И. Семёнова, В.А. Семёнов, А.В. Серёгин, Е.Е. Можаев. - М.: Изд-во РГАЗУ.-2009.-158с.- 5,2 п.л., в т.ч. 1,3 п.л. авт.
3. Методические рекомендации по планомерному использованию инноваций в агропромышленном комплексе / Е.И. Семёнова, В.А. Семёнов, А.В. Серёгин, Е.Е.Можаев. - М.: Изд-во РГАЗУ.-2009.-180с. -5,6 п.л./ 1,4 п.л. авт.
4. Методические рекомендации по организационно-экономическим основам развития сельскохозяйственных потребительских перерабатывающих кооперативов / Е.Е. Можаев, Е.И. Семенова, И.А. Цветков, В.А. Семенов. - Монография. - М.: ООО «Столичная типография», 2008.- 10,5 п.л., в т.ч.2,1 авт.
5. Основы теории управления и организации / Е.Е. Можаев, Н.В. Новичков, В.Г. Новиков, С.С. Серебряников. Учебное пособие. - М., РосАКО АПК, 2008. -13,8 п.л.. в т.ч.3,5 авт. п.л.
6. Можаев Е.Е Государственный и частный секторы экономики: становление и взаимодействие / Е.Е. Можаев. Брошюра. Коломна: Virginia Press, 2008.-2,7 п.л.
7. Можаев Е.Е Агропромышленный комплекс как основа устойчивого развития сельских территорий / Е.Е. Можаев. Брошюра. Тверь, Агросфера, 2007. - 1,4 п.л.
8. Можаев Е.Е. Работа по привлечению инвестиций в сельхозпредприятия Ярославской области / Е.Е. Можаев. Брошюра. Тверь: Агросфера, 2007. - 0,5 п.л.
9. Можаев Е.Е Региональные особенности в реализации национального проекта «Развитие АПК» / Е.Е. Можаев. Брошюра. Тверь, Агросфера, 2007. - 0,5 п.л.
10. Можаев Е.Е. Теоретические основы эффективного управления сельскохозяйственным производством и его оценки / Е.Е. Можаев. Учебное пособие.- Тверь: Агросфера, 2007.-2,6 п.л.
11. Можаев Е.Е Теоретические основы прогнозирования развития отрасли / Е.Е. Можаев. Учебное пособие. - Тверь, Агросфера, 2007.-2,0 п.л.
12. Экономика предприятия / Е.Е. Можаев, В.Н. Боробов. Учебное пособие.- М., РГАЗУ, 2007.-15,4 п.л, в т.ч. 7,7 авт. п.л.
13. Можаев Е.Е. Вопросы оценки эффективности управления сельскохозяйственным производством / Е.Е. Можаев. Учебное пособие. - Тверь, Агросфера, 2007.-1,75 п.л.
14. Создание агротехнополисов на базе сельскохозяйственных вузов / Е.Е. Можаев, Ю.Н. Егоров, И.С. Санду, А.Л. Эйдис. Методические рекомендации. - М.: ВНИПР, 2005. - 3,0 п.л., в т.ч. 0,75 авт. п.л.
15. Рекомендации по созданию региональных инновационных центров / Е.Е. Можаев, М.С. Бунин, Ю.Н. Егоров, И.С. Санду, А.Л. Эйдис. Методические рекомендации. - М.: ВНИПР, 2005.- 1,8 п.л., в т.ч. 0,4 авт. п.л.
16. Организация и проведение испытаний инновационных технологий в сельскохозяйственном производстве / М.С. Бунин, Ю.Н. Егоров, И.С. Санду, А.Л. Эйдис. Брошюра.- М.: ВНИПР, 2005.-3,4 п.л.. в т.ч. 0,85 авт.
17. Можаев Е.Е. Агротехнополис - новая форма инновационной деятельности / Е.Е. Можаев. Брошюра. Коломна: НМЦ КАК, 2005.-0,4 п.л.
18. Совершенствование механизма государственного регулирования системы поставок агропродукции в условиях индустриального региона / Е.Е. Можаев, В.П. Черданцев, Г.А. Вшивкова, Г.В. Рудометова. Монография. - Пермь: ПГСХА, 2004. 10,6 п.л., в т.ч.3,8 авт.